# Nymphodora fletcheri
Nymphodora fletcheri là một loài chân đều trong họ Nannoniscidae. Loài này được Paul & George miêu tả khoa học năm 1975.